# Liste der Venuskrater/Z
| Name        | Position          | ⌀       | Benannt nach                                                                     |
| ----------- | ----------------- | ------- | -------------------------------------------------------------------------------- |
| Zakiya      | 66,5° S, 125,9° W | 7,5 km  | arabischer Vorname                                                               |
| Zamudio     | 9,6° N, 170,7° W  | 19 km   | Adela Zamudio (1854–1928), bolivianische Schriftstellerin                        |
| Zarema      | 16,8° N, 124,8° W | 5 km    | Vorname der Awaren                                                               |
| Zdravka     | 65,1° N, 61° W    | 12,5 km | bulgarischer Vorname                                                             |
| Zeinab      | 2,2° S, 159,6° O  | 12,5 km | persischer Vorname                                                               |
| Zemfira     | 46,2° S, 157,7° O | 11,4 km | Vorname der Roma                                                                 |
| Zenobia     | 29,3° S, 28,6° O  | 39,1 km | Zenobia (um 240–nach 274), Herrscherin von Palmyra                               |
| Zerine      | 29,6° S, 101,4° W | 6,5 km  | persischer Vorname                                                               |
| Zhilova     | 66,3° N, 125,7° O | 53 km   | Marija Wassiljewna Schilowa (1870–1934), russische Astronomin                    |
| Zhu Shuzhen | 26,5° S, 3,5° W   | 29,4 km | Zhu Shuzhen (ca. 1135–1180), chinesische Dichterin                               |
| Zija        | 3,5° S, 95° W     | 16,8 km | aserbaidschanischer Vorname                                                      |
| Zina        | 41,9° N, 39,9° W  | 9 km    | rumänischer Vorname                                                              |
| Živile      | 48,8° N, 113,1° O | 13,5 km | litauischer Vorname                                                              |
| Zlata       | 64,6° N, 26,1° W  | 7 km    | serbokroatischer Vorname                                                         |
| Zosia       | 18,9° S, 109,2° O | 10,5 km | polnischer Vorname                                                               |
| Zoya        | 69,1° N, 123,8° W | 20 km   | russischer Vorname                                                               |
| Zuhrah      | 34,7° N, 3° W     | 5,8 km  | arabischer Vorname                                                               |
| Zula        | 7,3° N, 78° W     | 5 km    | tschetschenischer Vorname                                                        |
| Zulfiya     | 18,4° N, 101,9° O | 12,9 km | usbekischer Vorname                                                              |
| Zulma       | 7,7° S, 102° O    | 11 km   | spanischer Vorname                                                               |
| Zumrad      | 32,1° N, 94,8° O  | 12,9 km | usbekischer Vorname                                                              |
| Zurka       | 12,8° S, 84,8° W  | 5,5 km  | Vorname der Roma                                                                 |
| Zvereva     | 45,4° N, 76,9° W  | 22,9 km | Lidija Swerewa (Лидия Виссарионовна Зверева, 1890–1916), russische Flugpionierin |